# Balato
Balato är en ort i Guinea.   Den ligger i prefekturen Kouroussa och regionen Kankan Region, i den centrala delen av landet, 500 km öster om huvudstaden Conakry. Balato ligger 362 meter över havet och antalet invånare är 16 760.
Terrängen runt Balato är huvudsakligen platt. Balato ligger nere i en dal. Runt Balato är det glesbefolkat, med 12 invånare per kvadratkilometer. Balato är det största samhället i trakten. Omgivningarna runt Balato är huvudsakligen savann.